# 奧本 (愛荷華州)
奧本（英語：Auburn）是美国艾奥瓦州索克縣下轄的一个城市。2010年人口统计为322人。